# دوییه
دوییه (انگلیسی: Deuillet) یک کمون در بخش آیسن در او-دو-فرانس (Hauts-de-France) در شمال فرانسه است.